# 小作站

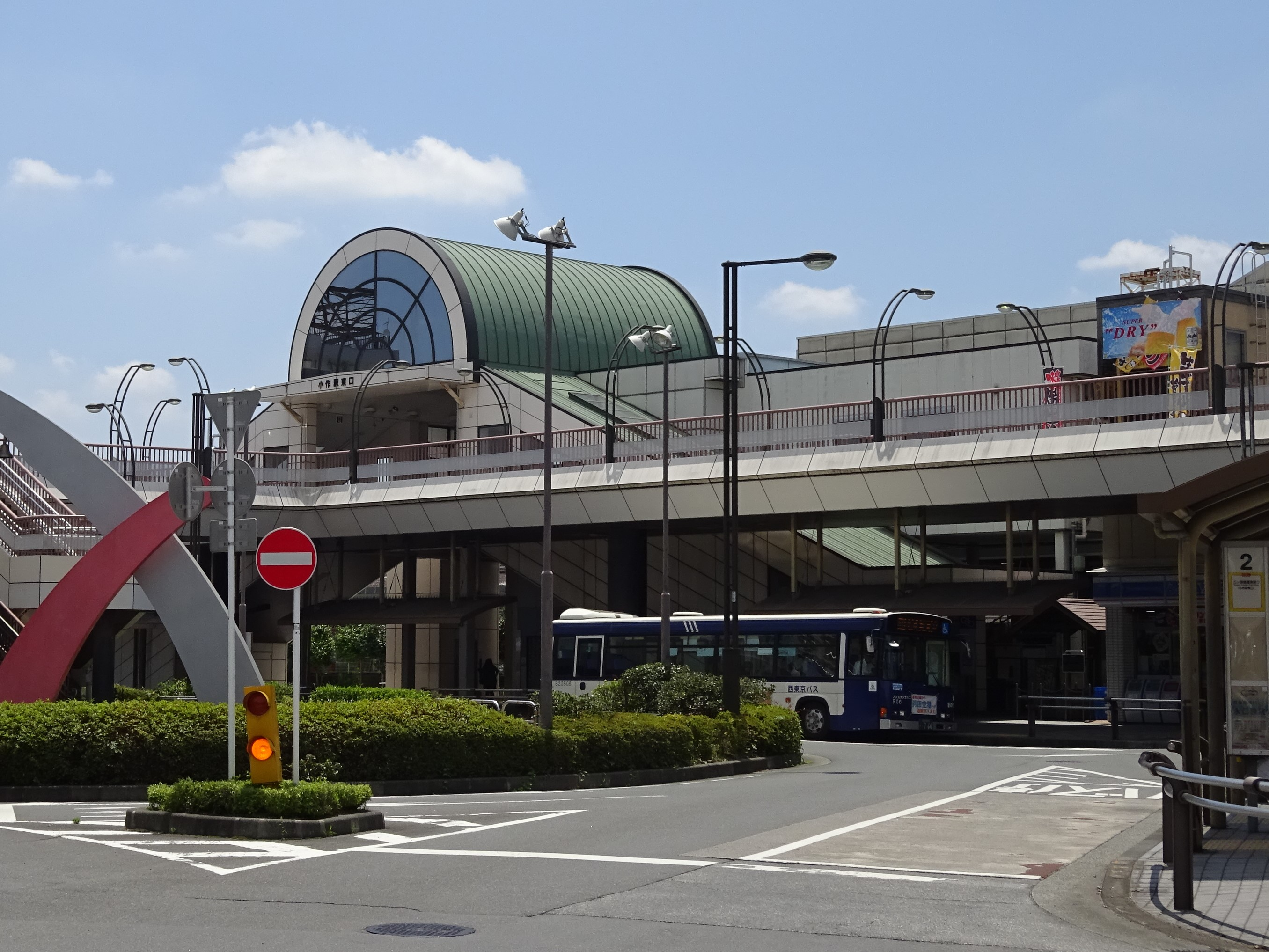
東口（2017年7月）

小作站（日语：／ Ozaku eki */?），是位於東京都羽村市小作台五丁目，屬於東日本旅客鐵道（JR東日本）青梅線的鐵路車站。

## 車站結構
本站為對向式月台2面2線的地面車站，設有跨站式站房。

### 月台配置
| 月台 | 路線           | 方向 | 目的地                     |
| ---- | -------------- | ---- | -------------------------- |
| 1    | 青梅線、中央線 | 上行 | 拜島、立川、新宿、東京方向 |
| 2    | 青梅線         | 下行 | 青梅、御嶽、奧多摩方向     |

（來源：JR東日本:車站構內圖 （页面存档备份，存于））

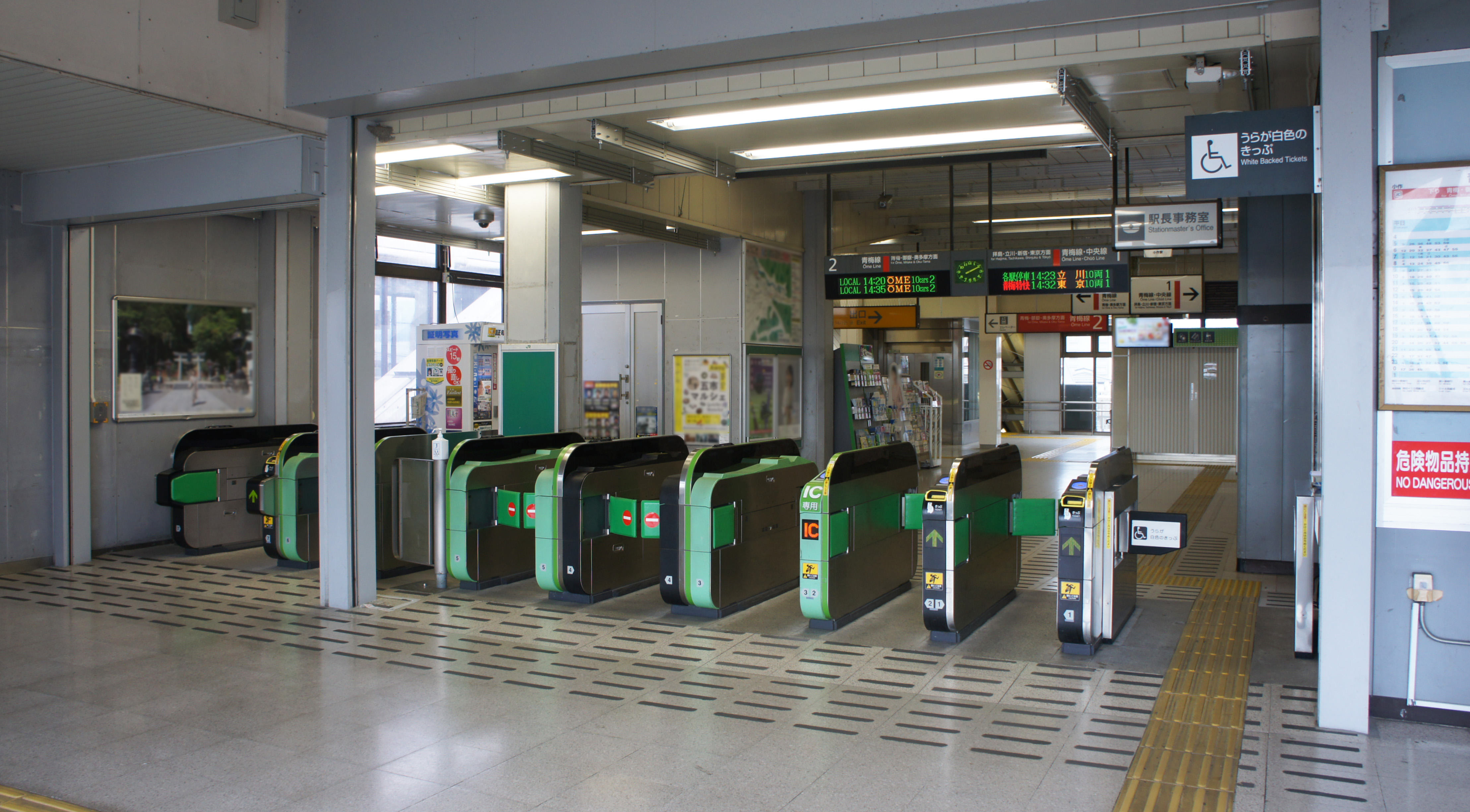
閘口（2021年4月）
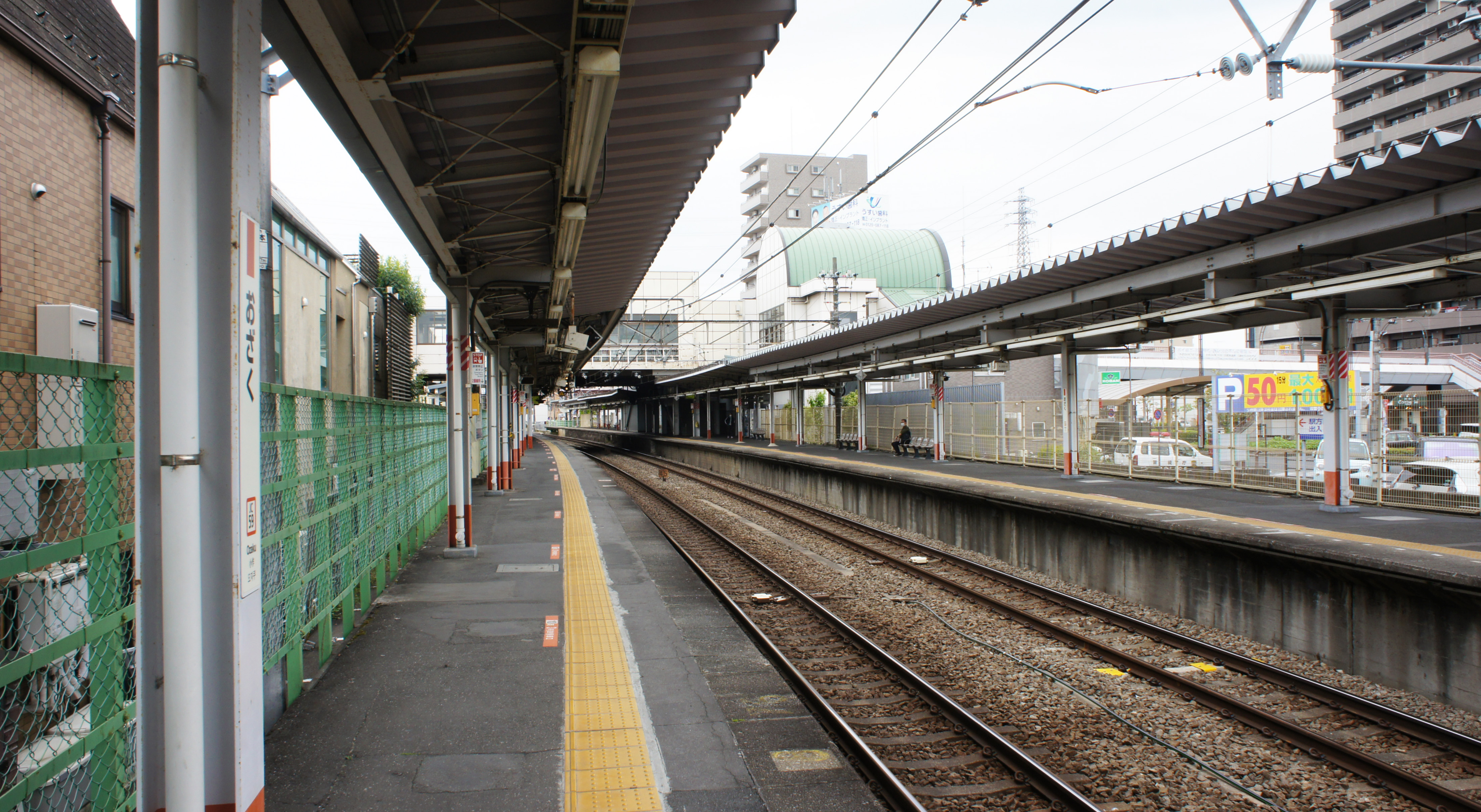
月台（2021年4月）

## 使用情況
2022年（令和4年）度的1日平均上車人次為13,986人。
近年的推移如下表。
| 年度               | 1日平均 上車人次 | 來源     |
| ------------------ | ---------------- | -------- |
| 1990年（平成02年） | 14,219           | [ * 1 ]  |
| 1991年（平成03年） | 15,372           | [ * 2 ]  |
| 1992年（平成04年） | 16,112           | [ * 3 ]  |
| 1993年（平成05年） | 16,096           | [ * 4 ]  |
| 1994年（平成06年） | 15,921           | [ * 5 ]  |
| 1995年（平成07年） | 15,951           | [ * 6 ]  |
| 1996年（平成08年） | 16,885           | [ * 7 ]  |
| 1997年（平成09年） | 16,873           | [ * 8 ]  |
| 1998年（平成10年） | 16,863           | [ * 9 ]  |
| 1999年（平成11年） | 16,822           | [ * 10 ] |
| 2000年（平成12年） | 16,872           | [ * 11 ] |
| 2001年（平成13年） | 17,322           | [ * 12 ] |
| 2002年（平成14年） | 18,061           | [ * 13 ] |
| 2003年（平成15年） | 18,006           | [ * 14 ] |
| 2004年（平成16年） | 18,002           | [ * 15 ] |
| 2005年（平成17年） | 18,070           | [ * 16 ] |
| 2006年（平成18年） | 18,228           | [ * 17 ] |
| 2007年（平成19年） | 18,223           | [ * 18 ] |
| 2008年（平成20年） | 17,843           | [ * 19 ] |
| 2009年（平成21年） | 17,525           | [ * 20 ] |
| 2010年（平成22年） | 17,451           | [ * 21 ] |
| 2011年（平成23年） | 17,252           | [ * 22 ] |
| 2012年（平成24年） | 16,909           | [ * 23 ] |
| 2013年（平成25年） | 17,180           | [ * 24 ] |
| 2014年（平成26年） | 17,065           | [ * 25 ] |
| 2015年（平成27年） | 17,408           | [ * 26 ] |
| 2016年（平成28年） | 17,067           | [ * 27 ] |
| 2017年（平成29年） | 16,514           | [ * 28 ] |
| 2018年（平成30年） | 16,297           | [ * 29 ] |
| 2019年（令和元年） | 16,111           | [ * 30 ] |
| 2020年（令和2年）  | 11,900           | [ * 31 ] |
| 2021年（令和3年）  | 12,711           | [ * 32 ] |
| 2022年（令和4年）  | 13,986           | [ * 33 ] |

## 相鄰車站
東日本旅客鐵道
 青梅線
■特別快速「假日快速奧多摩」（只限週末假日）
通過
■通勤特快（只限平日上行）、■青梅特快、■通勤快速（只限平日下行）、■快速、■各站停車（以上全部青梅線內各站停車）
羽村（JC 58）－小作（JC 59）－河邊（JC 60）

### 使用情況
1. ↑  東京都統計年鑑 （页面存档备份，存于） - 東京都
2. ↑  統計はむら （页面存档备份，存于） - 羽村市

JR東日本2000年度以後的上車人次
1. ↑  各駅の乗車人数（2000年度） （页面存档备份，存于） - JR東日本
2. ↑  各駅の乗車人数（2001年度） （页面存档备份，存于） - JR東日本
3. ↑  各駅の乗車人数（2002年度） （页面存档备份，存于） - JR東日本
4. ↑  各駅の乗車人数（2003年度） （页面存档备份，存于） - JR東日本
5. ↑  各駅の乗車人数（2004年度） （页面存档备份，存于） - JR東日本
6. ↑  各駅の乗車人数（2005年度） （页面存档备份，存于） - JR東日本
7. ↑  各駅の乗車人数（2006年度） （页面存档备份，存于） - JR東日本
8. ↑  各駅の乗車人数（2007年度） （页面存档备份，存于） - JR東日本
9. ↑  各駅の乗車人数（2008年度） （页面存档备份，存于） - JR東日本
10. ↑  各駅の乗車人数（2009年度） （页面存档备份，存于） - JR東日本
11. ↑  各駅の乗車人数（2010年度） （页面存档备份，存于） - JR東日本
12. ↑  各駅の乗車人数（2011年度） （页面存档备份，存于） - JR東日本
13. ↑  各駅の乗車人数（2012年度） （页面存档备份，存于） - JR東日本
14. ↑  各駅の乗車人数（2013年度） （页面存档备份，存于） - JR東日本
15. ↑  各駅の乗車人数（2014年度） （页面存档备份，存于） - JR東日本
16. ↑  各駅の乗車人員（2015年度） （页面存档备份，存于） - JR東日本
17. ↑  各駅の乗車人員（2016年度） （页面存档备份，存于） - JR東日本
18. ↑  各駅の乗車人員（2017年度） （页面存档备份，存于） - JR東日本
19. ↑  各駅の乗車人員（2018年度） （页面存档备份，存于） - JR東日本
20. ↑  各駅の乗車人員（2019年度） （页面存档备份，存于） - JR東日本
21. ↑  各駅の乗車人員（2020年度） （页面存档备份，存于） - JR東日本
22. ↑  各駅の乗車人員（2021年度） （页面存档备份，存于） - JR東日本
23. ↑  各駅の乗車人員（2022年度） （页面存档备份，存于） - JR東日本

東京都統計年鑑
1. ↑  .   [2020-07-29]. （原始内容存档于2016-03-05）.
2. ↑  .   [2020-07-29]. （原始内容存档于2016-03-05）.
3. ↑  .   [2017-12-11]. （原始内容存档于2013-08-15）.
4. ↑  .   [2017-12-11]. （原始内容存档于2013-02-03）.
5. ↑  .   [2017-12-11]. （原始内容存档于2013-02-03）.
6. ↑  .   [2017-12-11]. （原始内容存档于2013-02-03）.
7. ↑  .   [2017-12-11]. （原始内容存档于2013-02-03）.
8. ↑  .   [2017-12-11]. （原始内容存档于2016-03-04）.
9. ↑  東京都統計年鑑（平成10年）PDF
10. ↑  東京都統計年鑑（平成11年）PDF
11. ↑  .   [2017-12-11]. （原始内容存档于2016-03-04）.
12. ↑  .   [2017-12-11]. （原始内容存档于2016-03-04）.
13. ↑  .   [2017-12-11]. （原始内容存档于2017-07-29）.
14. ↑  .   [2017-12-11]. （原始内容存档于2017-07-29）.
15. ↑  .   [2017-12-11]. （原始内容存档于2017-07-29）.
16. ↑  .   [2017-12-11]. （原始内容存档于2017-07-29）.
17. ↑  .   [2017-12-11]. （原始内容存档于2017-07-29）.
18. ↑  .   [2017-12-11]. （原始内容存档于2017-07-29）.
19. ↑  .   [2017-12-11]. （原始内容存档于2017-07-29）.
20. ↑  .   [2017-12-11]. （原始内容存档于2016-03-26）.
21. ↑  .   [2017-12-11]. （原始内容存档于2016-03-27）.
22. ↑  .   [2017-12-11]. （原始内容存档于2016-03-25）.
23. ↑  .   [2017-12-11]. （原始内容存档于2016-03-27）.
24. ↑  .   [2017-12-11]. （原始内容存档于2016-03-22）.
25. ↑  .   [2017-12-11]. （原始内容存档于2017-07-30）.
26. ↑  .   [2017-12-11]. （原始内容存档于2018-11-09）.
27. ↑  .   [2020-07-29]. （原始内容存档于2019-12-03）.
28. ↑  .   [2020-07-29]. （原始内容存档于2019-12-03）.
29. ↑  .   [2020-07-29]. （原始内容存档于2020-08-04）.
30. ↑  .   [2020-07-29]. （原始内容存档于2020-08-04）.
31. ↑  .   [2020-07-29]. （原始内容存档于2020-08-04）.
32. ↑  .   [2020-07-29]. （原始内容存档于2020-08-04）.
33. ↑  .   [2020-07-29]. （原始内容存档于2020-08-04）.

## 外部連結
- 車站資訊（小作）：東日本旅客鐵道